# Gustav Großmann (Komponist)
Gustav Adolph Heinrich Großmann (* 2. November 1890 in Dresden; † 30. Dezember 1959 in Berlin-Charlottenburg) war ein deutscher Kapellmeister und Komponist.

## Leben
Großmann wuchs als Sohn des Schneidermeisters Gustav Großmann und dessen Ehefrau Martha, geb. Baudisch in Dresden auf. Hier studierte er nach Besuch des Lehrerseminars Dresden-Friedrichstadt am Konservatorium Cello bei Georg Wille, Komposition bei Felix Draeseke sowie Dirigieren bei Kurt Striegler. Zwischen 1911 und 1919 war Grossmann 1. Solo-Korrepetitor sowie Kapellmeister an der Sächsischen Staatsoper. Ab 1912 leitete er zudem die Opernschule am Konservatorium. Sein weiterer Lebensweg führte ihn als 1. Opernkapellmeister nach Erfurt (1919–1924) sowie Stettin (ab 1924), bevor er sich in Berlin niederließ. Hier wirkte Grossmann ab 1939 bis zu seinem Tode als Kapellmeister an der Staatsoper Unter den Linden. Am 4. Juni 1943 beantragte er die Aufnahme in die NSDAP und wurde rückwirkend zum 1. Februar desselben Jahres aufgenommen (Parteinummer 9.582.087). Gustav Grossmann trat zusätzlich als Gastdirigent namhafter Orchester in Berlin, Köln, Hamburg, Chemnitz, Gera, Plauen, Dresden, Kaliningrad, Lille (Schweden) und Riga in Erscheinung.
Seine Tochter Eva-Maria (* 1922 Stettin, † 2009 Berlin) wurde Sängerin (Sopran) und heiratete den Konzertunternehmer Victor Festl-Hohenfels (* 1897, † 1988).

## Werke (Auswahl)
- Musik für großes Orchester zu dem Märchen Der Zauberkreis (UA 1924, Erfurt)
- Das Wunder der heiligen Caecilia. Oper (UA 1929, Stettin)
- Streichtrio a-Moll (UA 1930, Stettin)
- Der Prinz von Homburg. Ouvertüre (UA 1932, Stettin)
- Reformationsfest-Ouvertüre (UA 1933, Stettin)
- Streichquartett d-Moll (1943)
- Quartett für Oboe, Violine, Cello und Klavier (UA 1943, Dresden)
- Trio für Flöte, Cello und Klavier (1946)
- Kontrabasskonzert (1951)